# Stadtkirche Kirtorf

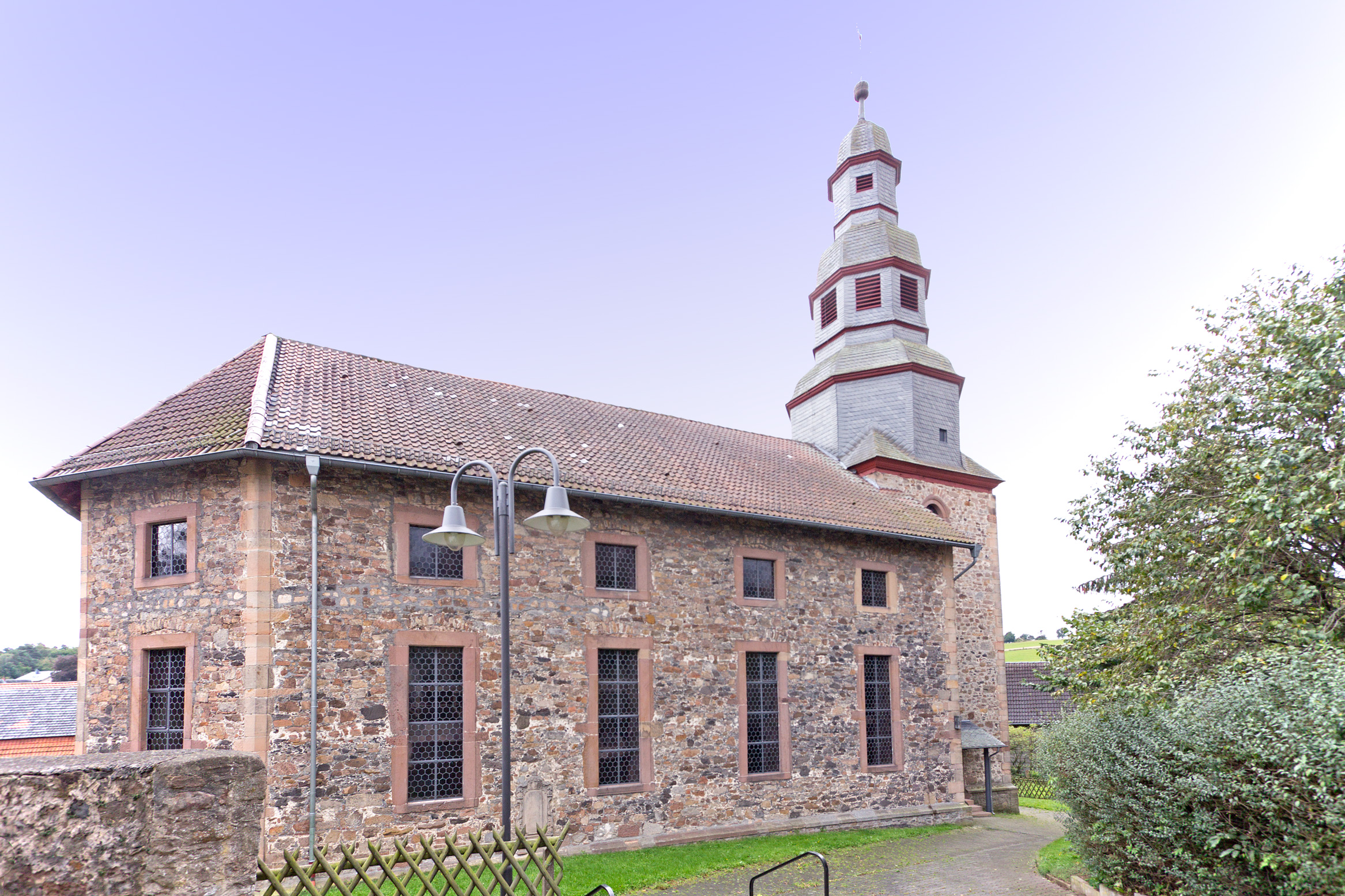
Stadtkirche Kirtorf

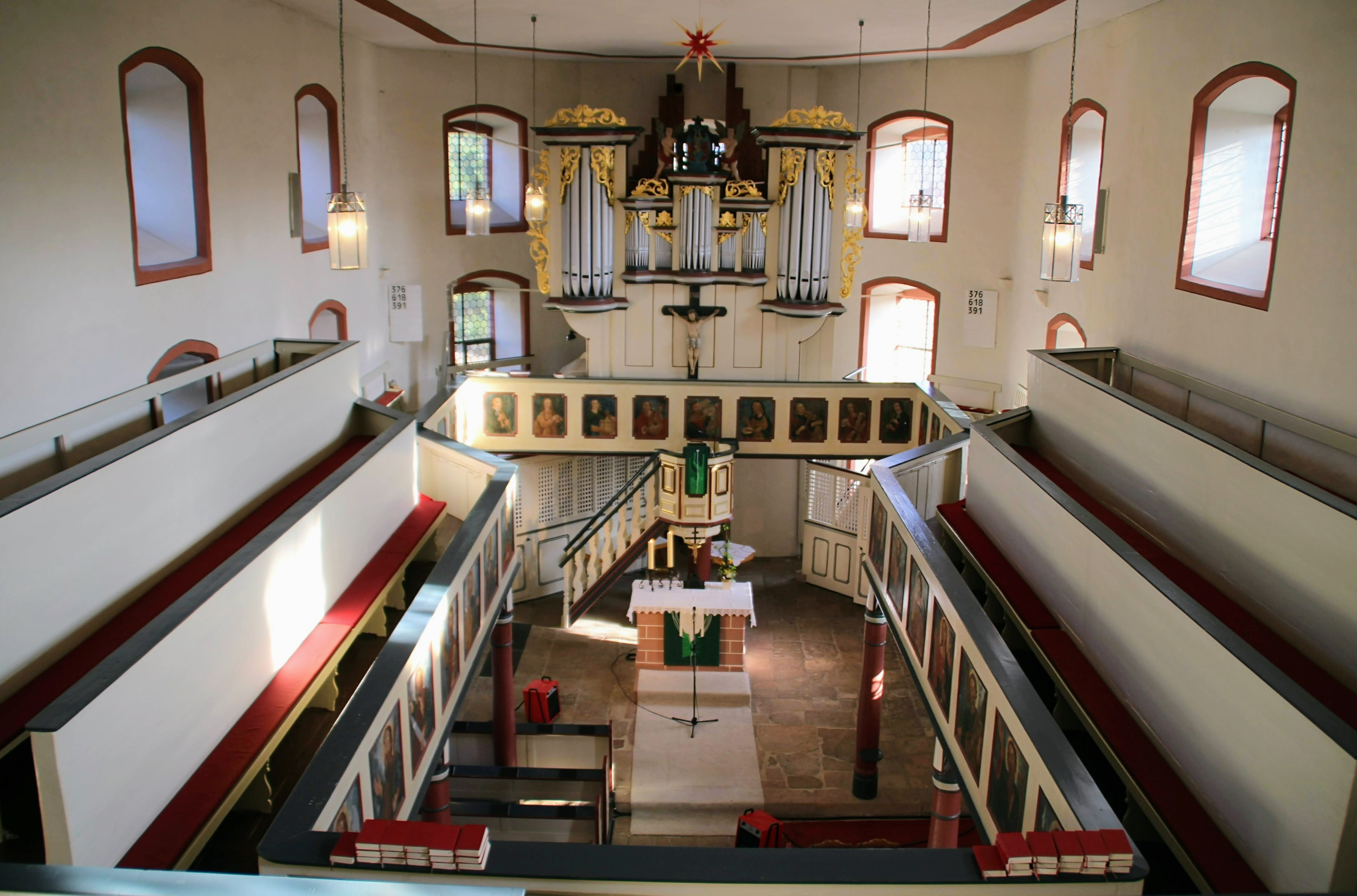
Innenraum (2014)

Die evangelische Stadtkirche Kirtorf ist ein denkmalgeschütztes Kirchengebäude in Kirtorf im Vogelsbergkreis in Hessen. Die Kirchengemeinde gehört zum Dekanat Vogelsberg in der Propstei Oberhessen der Evangelischen Kirche in Hessen und Nassau.

## Beschreibung
Die steinsichtige Saalkirche aus Bruchsteinen wurde 1725–31 gebaut. Das Kirchenschiff hat einen dreiseitigen Schluss im Osten. Der quadratische Kirchturm im Westen hat einen achteckigen, schiefergedeckten Aufsatz, auf dem eine doppelstöckige Haube sitzt. Der Innenraum hat Emporen an drei Seiten, deren Brüstungen bemalt sind. Die Kanzel steht hinter dem Altar, darüber befindet sich eine weitere Empore, auf der die Orgel steht.